# Blue (refrigerante)
Blue é a marca de um refrigerante de sumo de fruta e vitaminas  de Angola, disponível em 10 sabores.
Lançada em 2005 pela empresa Refriango, de Angola, galardoado com a Medalha de Ouro no Concurso Internacional de Qualidade Monde Selection. Demonstrando originalidade, a marca Blue surge com sabores nunca antes comercializados no mercado de Angola de refrigerantes com gás. A Blue tem como assinatura de marca: A vida é uma festa.

## Medalha de Ouro para Blue
A Blue alcançou em 2013 mais uma distinção além-fronteiras, pelo segundo ano consecutivo. O Concurso Internacional da Qualidade, Monde Selection, atribuiu a Medalha de Ouro à marca Blue.

## Embalagens
A blue é comercializada em Angola em:
- Garrafas de vidro de 330 mililitros (330 ml/ 0,33 l);
- Latas de 350 mililitros (350 ml/ 0,35 l);
- Garrafas de pet de 500 mililitros (500ml/ 0,5 l);
- Garrafas de pet de 1.500 mililitros (1,5 litro/ 1,5l).

## Sabores
As marcas que existem do refrigerante blue são:
- Blue Polpa - com pedacinhos de fruta, laranja e ananás (lançada em 2012)[5]
- Blue Lima-Limão
- Blue Laranja - com concentrado de sumo de laranja
- Blue Maracujá - com concentrado de sumo de maracujá
- Blue Ananás
- Blue Tamarindo
- Blue Coco-Ananás
- Blue Tropical de Morango
- Blue Maçã
- Blue Guaraná[6]